# لاپتون، کامبریا
لاپتون (به انگلیسی: Lupton) یک روستا و محله مدنی در بریتانیا است که در South Lakeland واقع شده‌است. لاپتون ۱۶۲ نفر جمعیت دارد.